# Samer
Samer (flämisch: Sint-Wulmaars) ist eine französische Gemeinde mit 4642 Einwohnern (Stand: 1. Januar 2022) im Département Pas-de-Calais in der Region Hauts-de-France. Samer gehört zum Arrondissement Boulogne-sur-Mer und zum Kanton Desvres.

## Geographie
Samer liegt etwa 16 Kilometer südöstlich von Boulogne-sur-Mer am Fluss Liane und gehört zum Regionalen Naturpark Caps et Marais d’Opale.
Umgeben wird Samer von den Nachbargemeinden Questrecques im Norden, Wierre-au-Bois im Norden und Nordosten, Longfossé im Nordosten, Doudeauville im Osten und Südosten, Lacres und Tingry im Süden, Verlincthun im Südwesten sowie Carly im Westen und Nordwesten.
Durch die Gemeinde führt die frühere Route nationale 1 (heutige D901).

## Geschichte
Während des Zweiten Weltkriegs existierte zwischen Samer und Wierre au Bois ein Feldflugplatz, den die British Expeditionary Force angelegt hatten. Später, während der Luftschlacht um England wurde Wierre au Bois, wie der Platz auch bezeichnet wurde, im August/September 1940 Einsatzbasis deutscher Bf-109E-Jäger von Stab und II. Gruppe des Jagdgeschwaders 3.

## Bevölkerungsentwicklung
| Jahr      | 1962 | 1968 | 1975 | 1982 | 1990 | 1999 | 2006 | 2011 |
| --------- | ---- | ---- | ---- | ---- | ---- | ---- | ---- | ---- |
| Einwohner | 2563 | 2675 | 2845 | 2930 | 3026 | 3105 | 3377 | 3712 |

Ab 1962 nur Einwohner mit Erstwohnsitz

## Sehenswürdigkeiten

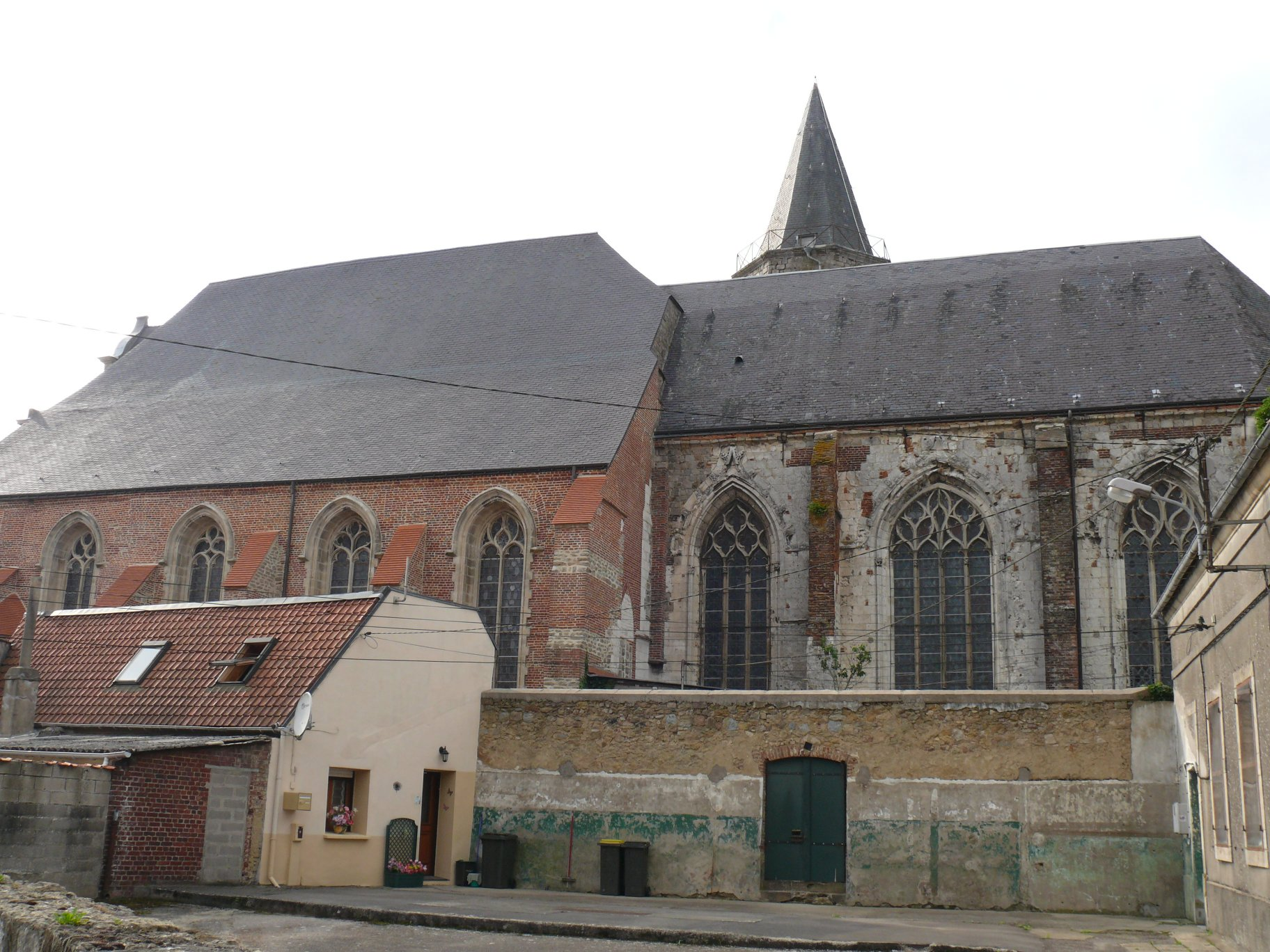
Saint-Martin, gotische Hallenkirche, teilweise Backstein

- Die gotische Kirche Saint-Martin, seit 1926 Monument historique, aus einschiffigem Chor und dreischiffigem Hallenschiff, dessen Südseite aus Backstein
- Reste der Abtei Saint-Wulmer, 668 gegründet, im 15. Jahrhundert zerstört, zeitweise rekonstruiert, Monument historique
- Schloss Grand-Moulinet aus dem 18. Jahrhundert
- Museum Jean-Charles-Cazin de Samer im Rathaus (Mairie) von Samer
- Gutshof (um 1700 erbaut)

## Persönlichkeiten
- Eustach I. (1010–1049), Graf der Boulogne, hier begraben
- Jean-Charles Cazin (1841–1901), Maler und Bildhauer, in Samer geboren
- Jean Mouton (um oder vor 1459–1522), Komponist, entweder in Samer oder in Haut-Wignes geboren